# Morti nel 1998/Novembre
| Questa pagina contiene informazioni ricavate automaticamente dalle voci biografiche con l'ausilio del template Bio e di un bot. L'aggiornamento è periodico e automatico e ricostruisce completamente la pagina. Se manca una persona in questa lista, sei pregato di non aggiungerla, ma accertati piuttosto che la sua voce biografica contenga il template Bio e che i dati anagrafici siano correttamente compilati. Se il template Bio manca, inseriscilo tu stesso o, in alternativa, metti l'avviso {{tmp\|Bio}} che ne segnala la mancanza. Se i dati riportati sono sbagliati, correggi direttamente la voce biografica; le modifiche saranno visibili in questa lista entro pochi giorni. Per chiarimenti vedi il progetto biografie. La lista contiene solo le 116 persone che sono citate nell'enciclopedia e per le quali è stato implementato correttamente il template Bio. Pagina aggiornata al 3 mar 2024. |

- 2 novembre - Sverre Brodahl, sciatore nordico norvegese (n. 1909)
- 2 novembre - Oriano Quilici, arcivescovo cattolico italiano (n. 1929)
- 2 novembre - Enric Sió, fumettista spagnolo (n. 1942)
- 2 novembre - Venzo Vannini, cestista e allenatore di pallacanestro italiano (n. 1914)
- 2 novembre - Vincent Winter, attore scozzese (n. 1947)
- 3 novembre - Helmuth Johannsen, allenatore di calcio tedesco (n. 1920)
- 3 novembre - Bob Kane, fumettista e pittore statunitense (n. 1915)
- 4 novembre - Hélmer Herrera Buitrago, criminale colombiano (n. 1951)
- 4 novembre - Joyce Lussu, partigiana, scrittrice e traduttrice italiana (n. 1912)
- 4 novembre - Jim McGee, cestista irlandese (n. 1923)
- 4 novembre - Franz Warnung, vescovo vetero-cattolico austriaco
- 4 novembre - William Watson, sollevatore britannico (n. 1918)
- 4 novembre - Jean de Heinzelin, geologo belga (n. 1920)
- 5 novembre - Momoko Kōchi, attrice giapponese (n. 1932)
- 5 novembre - Guido Sotriffer, scultore e pittore italiano (n. 1936)
- 6 novembre - Johfra Bosschart, artista olandese (n. 1919)
- 6 novembre - Jack Hartman, allenatore di pallacanestro statunitense (n. 1925)
- 6 novembre - Niklas Luhmann, sociologo e filosofo tedesco (n. 1927)
- 6 novembre - Mohamed Taki Abdoulkarim, politico comoriano (n. 1936)
- 7 novembre - Nermin Sultan, principessa ottomana (n. 1903)
- 7 novembre - Leonard De Paur, direttore di coro, direttore d'orchestra e compositore statunitense (n. 1914)
- 7 novembre - Agenore Fabbri, scultore e pittore italiano (n. 1911)
- 7 novembre - John Hunt, esploratore e ufficiale britannico (n. 1910)
- 8 novembre - Rumer Godden, scrittrice, poetessa e sceneggiatrice inglese (n. 1907)
- 8 novembre - Jemal Karchkhadze, scrittore georgiano (n. 1936)
- 8 novembre - Jean Marais, attore francese (n. 1913)
- 8 novembre - Tullio Zuppet, calciatore italiano (n. 1926)
- 10 novembre - Svetlana Berëzova, ballerina lituana (n. 1932)
- 10 novembre - Nicola Corretto, politico italiano (n. 1922)
- 10 novembre - Richard Denning, attore statunitense (n. 1914)
- 10 novembre - Jean Leray, matematico francese (n. 1906)
- 10 novembre - Mary Millar, attrice e cantante inglese (n. 1936)
- 10 novembre - Hal Newhouser, giocatore di baseball statunitense (n. 1921)
- 10 novembre - Enrico Nova, calciatore italiano (n. 1938)
- 10 novembre - Kunitaka Sueoka, calciatore giapponese (n. 1917)
- 10 novembre - Jan-Olof Tjäder, latinista svedese (n. 1921)
- 11 novembre - Gérard Grisey, compositore francese (n. 1946)
- 11 novembre - Kenny Kirkland, pianista statunitense (n. 1955)
- 11 novembre - Allan Kwartler, schermidore statunitense (n. 1917)
- 11 novembre - Fioretta Mazzei, politica e attivista italiana (n. 1923)
- 12 novembre - Vindice Cavallera, politico, partigiano e antifascista italiano (n. 1911)
- 12 novembre - Paul Hoffman, cestista e dirigente sportivo statunitense (n. 1925)
- 13 novembre - Edwige Feuillère, attrice francese (n. 1907)
- 13 novembre - Valerie Hobson, attrice britannica (n. 1917)
- 13 novembre - Red Holzman, cestista, allenatore di pallacanestro e dirigente sportivo statunitense (n. 1920)
- 13 novembre - Hendrik Timmer, tennista olandese (n. 1904)
- 14 novembre - Danilo Belardinelli, violinista e direttore d'orchestra italiano (n. 1915)
- 14 novembre - Rachel Holzer, attrice e regista teatrale australiana (n. 1899)
- 15 novembre - Ludvík Daněk, discobolo cecoslovacco (n. 1937)
- 15 novembre - Stokely Carmichael, attivista trinidadiano (n. 1941)
- 16 novembre - J. D. Sumner, basso statunitense (n. 1924)
- 17 novembre - Cornelia Bouman, tennista olandese (n. 1903)
- 17 novembre - Reinette l'Oranaise, cantante e compositrice algerina (n. 1918)
- 17 novembre - Weeb Ewbank, allenatore di football americano statunitense (n. 1907)
- 17 novembre - Efim Petrovič Geller, scacchista sovietico (n. 1925)
- 17 novembre - Esther Rolle, attrice e danzatrice statunitense (n. 1920)
- 18 novembre - Telemaco Arcangeli, marciatore italiano (n. 1923)
- 18 novembre - Paolo Battistuzzi, politico italiano (n. 1941)
- 18 novembre - Aurélio de Lira Tavares, generale e politico brasiliano (n. 1905)
- 19 novembre - Louis Dumont, antropologo francese (n. 1911)
- 19 novembre - Antonio Giacone, politico italiano (n. 1914)
- 19 novembre - Andrés Lerín, calciatore e allenatore di calcio spagnolo (n. 1913)
- 19 novembre - Emilio Massa, ingegnere italiano (n. 1927)
- 19 novembre - Alan J. Pakula, regista, sceneggiatore e produttore cinematografico statunitense (n. 1928)
- 20 novembre - Rolando Alphonso, sassofonista giamaicano (n. 1931)
- 20 novembre - Meredith Gourdine, lunghista statunitense (n. 1929)
- 20 novembre - Galina Starovojtova, politica russa (n. 1946)
- 21 novembre - Dariush Forouhar, politico iraniano (n. 1928)
- 21 novembre - James C. Lucas, criminale statunitense (n. 1912)
- 21 novembre - Fabian Ver, generale filippino (n. 1920)
- 22 novembre - Vladimir Petrovič Demichov, chirurgo sovietico (n. 1916)
- 22 novembre - Franco Floris, compositore italiano (n. 1906)
- 22 novembre - Mikołaj Kozakiewicz, politico, insegnante e letterato polacco (n. 1923)
- 22 novembre - Harry Lehmann, fisico tedesco (n. 1924)
- 22 novembre - Stu Ungar, giocatore di poker statunitense (n. 1953)
- 23 novembre - Lamar McHan, giocatore di football americano statunitense (n. 1932)
- 23 novembre - Alberto Oldani, calciatore italiano (n. 1924)
- 23 novembre - Dan Osman, arrampicatore statunitense (n. 1963)
- 23 novembre - Ralph Phillips, matematico statunitense (n. 1913)
- 23 novembre - Don Ray, cestista statunitense (n. 1921)
- 24 novembre - John Chadwick, linguista e filologo classico britannico (n. 1920)
- 24 novembre - Pietro Colella, politico italiano (n. 1916)
- 24 novembre - Bert Cook, cestista statunitense (n. 1929)
- 24 novembre - Guido Figone, ginnasta italiano (n. 1927)
- 24 novembre - Giovanni Roletto, calciatore italiano (n. 1908)
- 24 novembre - George F. Sprague, genetista statunitense (n. 1902)
- 24 novembre - Nikola Tanhofer, regista, sceneggiatore e direttore della fotografia jugoslavo (n. 1926)
- 25 novembre - Ilde Tobia Bertoncin, pittore, scultore e incisore italiano (n. 1909)
- 25 novembre - Nelson Goodman, filosofo statunitense (n. 1906)
- 25 novembre - Anwar Mesbah, sollevatore egiziano (n. 1913)
- 25 novembre - Enrico Sabbatini, costumista italiano (n. 1932)
- 26 novembre - Gerald Battrick, tennista britannico (n. 1947)
- 26 novembre - Ed Smith, cestista statunitense (n. 1929)
- 26 novembre - Felix Zwolanowski, calciatore tedesco (n. 1912)
- 27 novembre - Barbara Acklin, cantante statunitense (n. 1943)
- 27 novembre - Edoardo Benvenuto, ingegnere italiano (n. 1940)
- 27 novembre - Gloria Fuertes, poetessa e scrittrice spagnola (n. 1917)
- 27 novembre - Jozef IJsewijn, latinista e filologo classico belga (n. 1932)
- 27 novembre - Herman Murray, hockeista su ghiaccio canadese (n. 1909)
- 28 novembre - Dante Fascell, politico statunitense (n. 1917)
- 28 novembre - Hemaiag Bedros XVII Guedikian, patriarca cattolico e abate armeno (n. 1905)
- 28 novembre - Pepe Kalle, cantante della Repubblica Democratica del Congo (n. 1951)
- 28 novembre - Celso Macor, scrittore, poeta e saggista italiano (n. 1925)
- 28 novembre - Angelo Rotondi, calciatore italiano (n. 1907)
- 28 novembre - Lucio Saffaro, scrittore e pittore italiano (n. 1929)
- 29 novembre - Gino De Dominicis, artista italiano (n. 1947)
- 29 novembre - Frank Latimore, attore statunitense (n. 1925)
- 29 novembre - Živojin Pavlović, scrittore, regista e sceneggiatore serbo (n. 1933)
- 29 novembre - Martin Ruane, wrestler britannico (n. 1946)
- 30 novembre - Pentti Aalto, linguista finlandese (n. 1917)
- 30 novembre - Ruth Clifford, attrice e doppiatrice statunitense (n. 1900)
- 30 novembre - Alfo Ferrari, ciclista su strada italiano (n. 1924)
- 30 novembre - Francesco Messina Denaro, mafioso italiano (n. 1928)
- 30 novembre - Rino Nicolosi, politico e sindacalista italiano (n. 1942)
- 30 novembre - Simon Nkoli, attivista sudafricano (n. 1957)
- 30 novembre - Margaret Walker, poetessa e scrittrice statunitense (n. 1915)